# Козлук
Козлук је насељено мјесто у општини Зворник, Република Српска, БиХ. Према попису становништва из 1991. у насељу је живјело 3.017 становника.
Овдје се налази Црква Светих апостола Петра и Павла у Козлуку.

## Становништво
| Националност       | 1991.          | 1981.          | 1971.          |
| Срби               | 302 (10,00%)   | 259 (9,76%)    | 248 (11,72%)   |
| Муслимани          | 2.565 (85,01%) | 2.232 (84,16%) | 1.851 (87,51%) |
| Југословени        | 76 (2,51%)     | 56 (2,11%)     | 0              |
| Хрвати             | 3 (0,09%)      | 1 (0,03%)      | 3 (0,14%)      |
| остали и непознато | 71 (2,35%)     | 104 (3,92%)    | 13 (0,61%)     |
| Укупно             | 3.017          | 2.652          | 2.115          |

| Демографија | Демографија | Демографија |
| Година      | Становника  | Становника  |
| ----------- | ----------- | ----------- |
| 1948.       | 1.411       |             |
| 1953.       | 1.482       |             |
| 1961.       | 1.864       |             |
| 1971.       | 2.115       |             |
| 1981.       | 2.652       |             |
| 1991.       | 3.017       |             |
| 2013.       | 1.543       |             |